# Nirodbaran
Nirodbaran Chakravarty (* 17. November 1903 in Chittagong; † 17. Juli 2006 in Pondicherry) war der persönliche Arzt und Schreiber von Sri Aurobindo und Senior-Mitglied des Sri Aurobindo Ashrams.

## Leben
Nirodbaran studierte an der Universität in Edinburgh mit einem Abschluss in Medizin. Während er in Paris war, erfuhr er von Dilip Kumar Roy von Sri Aurobindo und Mirra Alfassa. 1930 besuchte er zum ersten Mal den Ashram in Pondicherry. Schon zu diesem Zeitpunkt schrieb ihm Aurobindo einen längeren Antwortbrief auf seine Fragen über die Vereinbarkeit von Yoga und Arbeiten in der Welt. Dann verbrachte er zwei oder drei Jahre in Birma als praktizierender Arzt; aber diese Arbeit befriedigte ihn nicht. Er kehrte nach Pondicherry in den Ashram zurück mit der Absicht sich im Yoga zu vertiefen und nahm eine Arbeit als niedergelassener Arzt auf. Zu seiner Überraschung bemerkte er, dass Dichtung und Poesie von einigen Schülern des Ashrams praktiziert wurde. Weil sich Aurobindo bereits vom öffentlichen Leben des Ashrams zurückgezogen hatte, kommunizierte dieser mit den Schülern über Briefe. Nirodbaran begann eine umfangreiche Korrespondenz mit Aurobindo (etwa 4000 Briefe), der seine Bestrebungen als Dichter ermutigte und lenkte. Er veröffentlichte eine Sammlung seiner Gedichte unter dem Titel Blüte der Sonne und 50 Gedichte von Nirodbaran, die von Aurobindo durchgesehen und kommentiert wurden. Im November 1938 brach sich Aurobindo das Bein. Als Arzt war Nirodbaran einer der Schüler, die ihm beistanden, während er sich wieder erholte. Von 1946 bis 1950 war er der Schreiber von Sri Aurobindo. Die Mutter wählte ihn als  einen von 12 Sadhaks aus, die am 28. Februar 1968  den Ashram bei der Eröffnungszeremonie zur Gründung der Stadt Auroville vertraten.